# Rivellia interrupta
Rivellia interrupta is een vliegensoort uit de familie van de Platystomatidae. De wetenschappelijke naam van de soort is voor het eerst geldig gepubliceerd in 1835 door Macquart.